# Bogatka (zwyczajna)

Bogatka (zwyczajna), sikora bogatka (Parus major) – gatunek małego, częściowo wędrownego ptaka wróblowego z rodziny sikor (Paridae). Jest to gatunek szeroko rozpowszechniony i pospolity w całej Europie, na Bliskim Wschodzie, w Azji Środkowej i na wschód przez Palearktykę do rzeki Amur, na południe do części Afryki Północnej, gdzie na ogół zamieszkuje każdy rodzaj lasu. Większość bogatek nie migruje, z wyjątkiem bardzo surowych zim.

## Morfologia
Największa z europejskich sikor i w wielu miejscach najliczniejsza. Wierzch ciała oliwkowy. Spód żółty z czarną, podłużną pręgą, tzw. krawat. Skrzydła i ogon są niebieskoszare, a u nasady lotek znajduje się poprzeczna biała pręga. Czarny dziób przystosowany do zbierania owadów, ciemnobrązowe tęczówki oczu oraz szaroniebieskie, dość długie i silne nogi, dzięki którym porusza się zręcznie pomiędzy gałązkami. Samiec wyróżnia się szerszym i dłuższym (nieprzerwanym od gardła po podogonie) czarnym paskiem na żółtej piersi i brzuchu. U samic czarny pasek na spodzie ciała jest węższy i często przerwany. Obie płci są zbliżonej wielkości. Młode osobniki w szacie juwenalnej mają bledsze odcienie upierzenia – czerń zastąpioną brązem, policzki żółtawe, spód matowożółty i niekompletny czarny pasek oddzielający jasny policzek od żółtego brzucha, ale poza tymi cechami są podobne do ptaków dorosłych.
| długość ciała                                                          | rozpiętość skrzydeł | długość ogona | masa ciała |
| ---------------------------------------------------------------------- | ------------------- | ------------- | ---------- |

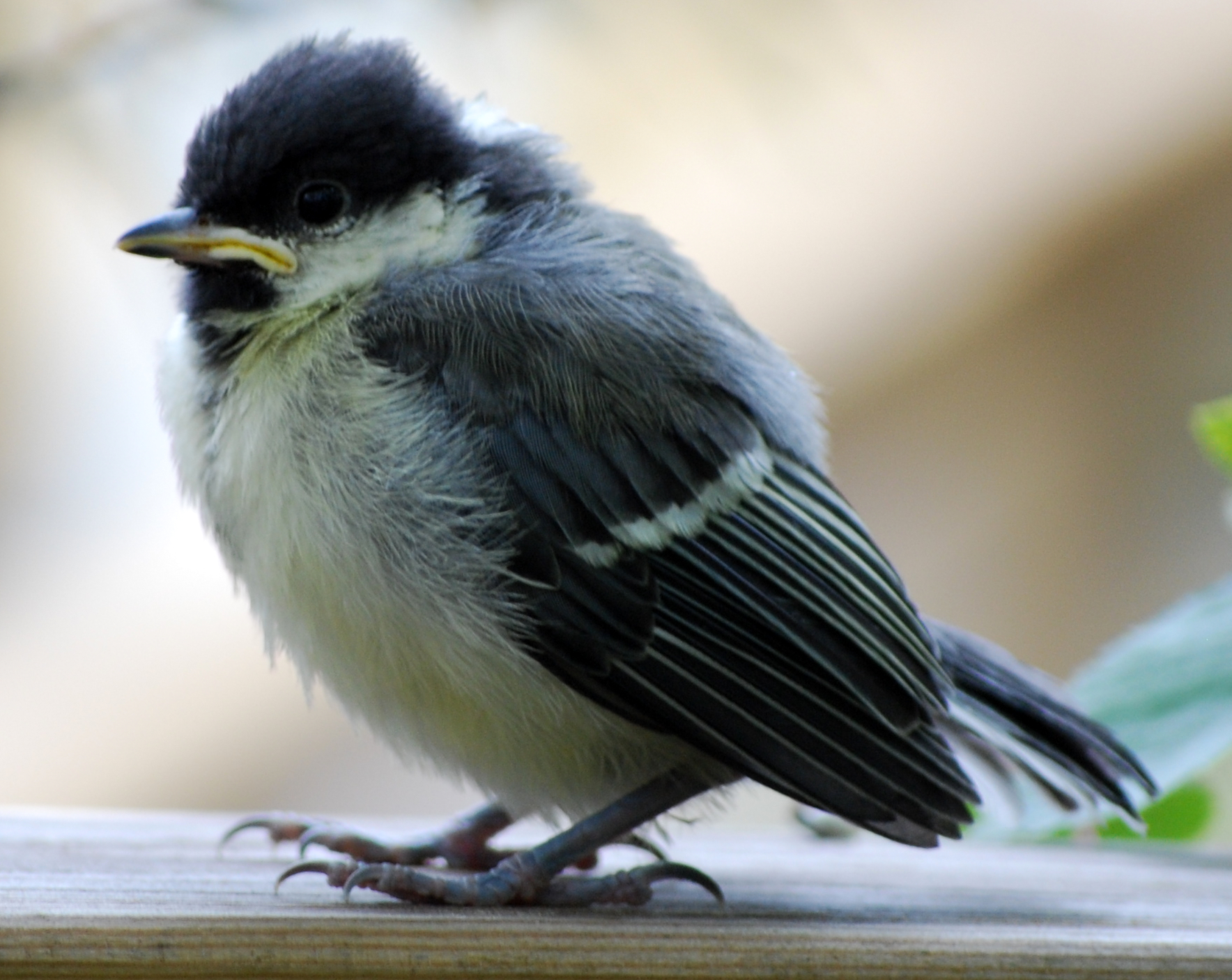
Młoda bogatka w szacie juwenalnej

| 13–15 cm z czego 28–32 mm przypada na czaszkę, w tym 10–13 mm na dziób | 22–25 cm            | 5,5–6,5 cm    | 14–22 g    |

Okres pierzenia trwa od połowy maja do połowy października.

## Długość życia
Najdłużej żyjąca bogatka, która została zaobrączkowana, miała 15 lat.

## Zasięg występowania i systematyka
Zamieszkuje od Atlantyku po Pacyfik, rozległe obszary Europy, północno-zachodniej Afryki i umiarkowaną oraz cieplejszą strefę Azji prócz najwyższych gór. Nie zalatuje do północnej tundry. Na większości swojego areału to ptaki prowadzące osiadły tryb życia lub częściowo wędrowne. W porównaniu z ubiegłym wiekiem liczebność sikory bogatki znacznie wzrasta z racji zimowania w pobliżu dogodnych osiedli ludzkich.
W Polsce rozpowszechniony w całym kraju, bardzo liczny ptak lęgowy. Występuje tu podgatunek nominatywny (P. m. major). Według szacunków Monitoringu Pospolitych Ptaków Lęgowych, w latach 2013–2018 krajowa populacja bogatki liczyła 4 487 000 – 5 113 000 par lęgowych, jest to zatem piąty pod względem liczebności (po skowronku, wróblu, ziębie i kapturce) ptak lęgowy polskiej awifauny. Trend liczebności populacji jest wzrostowy. Najwięcej bogatek występuje w Karpatach i na Śląsku. Zimuje w kraju i wtedy trzyma się blisko ludzkich zabudowań. Osobniki, które decydują się na odlot, robią to we wrześniu i październiku. Bardzo licznie widuje się je na wybrzeżu, a w górach występują do wyższych pięter lasu, do ok. 1200 m n.p.m. Można ją spotkać w małych stadach składających się z innych gatunków sikor, raniuszków i pełzaczy. Pisklęta, które obrączkowano latem w Polsce, odnajdywano zimą za południowo-zachodnią granicą. Jesienią dokonują się dość liczne przeloty populacji skandynawskich wzdłuż wybrzeża Bałtyku, zatem ptaki widywane zimą i latem w kraju mogą mieć różne pochodzenie.

### Systematyka

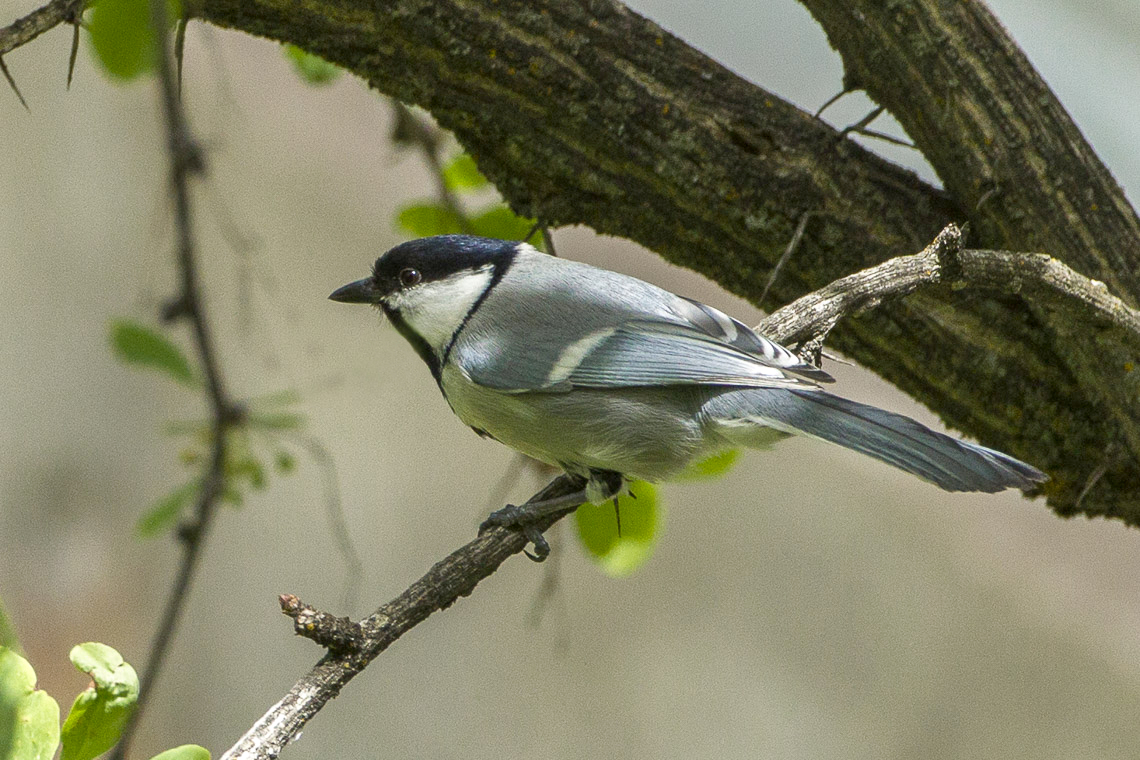
Podgatunek P. m. bokharensis

Systematyka tego gatunku jest kwestią sporną, w zależności od ujęcia systematycznego wyróżnia się od kilkunastu do ponad czterdziestu podgatunków. Międzynarodowy Komitet Ornitologiczny (IOC) wyróżnia 16 podgatunków:
- Parus major newtoni Pražák, 1894 – Wyspy Brytyjskie;
- Parus major major Linnaeus, 1758 – bogatka (zwyczajna)[3] – cała Europa, północno-zachodnia Afryka, Azja Mniejsza, Iran, Kaukaz i południowa Syberia. Północne populacje przemieszczają się zimą nieco na południe (z Polski do Francji, Holandii i Niemiec).
- Parus major kapustini Portenko, 1954 – południowo-wschodni Kazachstan i północno-zachodnie Chiny do Mongolii i wschodniej Syberii; obejmuje proponowany, lecz nieuznawany przez IOC podgatunek bargaensis;
- Parus major corsus O. Kleinschmidt, 1903 – Portugalia, południowa Hiszpania i Korsyka;
- Parus major mallorcae von Jordans, 1913 – Baleary;
- Parus major excelsus Buvry, 1857 – północno-zachodnia Afryka;
- Parus major ecki von Jordans, 1970 – Sardynia;
- Parus major aphrodite Madarász, 1901 – południowe Włochy, południowa Grecja, Wyspy Egejskie i Cypr;
- Parus major niethammeri von Jordans, 1970 – Kreta;
- Parus major terraesanctae Hartert, 1910 – Syria do północno-wschodniego Egiptu;
- Parus major karelini Zarudny, 1910 – południowo-wschodni Azerbejdżan i północno-zachodni Iran;
- Parus major blanfordi Pražák, 1894 – północny Irak, północno-środkowy i południowo-zachodni Iran;
- Parus major bokharensis M. H. C. Lichtenstein, 1823 – bogatka siwa[3] – Turkmenistan i północny Afganistan po południowo-środkowy Kazachstan i Uzbekistan;
- Parus major turkestanicus Zarudny & Loudon, 1905 – południowo-wschodni Kazachstan do południowo-zachodniej Mongolii;
- Parus major ferghanensis Buturlin, 1912 – Tadżykistan i Kirgistan do zachodnich Chin;
- Parus major intermedius Zarudny, 1890 – północno-wschodni Iran i południowo-zachodni Turkmenistan.

Takson bokharensis jest przez niektórych autorów uznawany za osobny gatunek. Autorzy HBW (a tym samym IUCN) do gatunku Parus major zaliczają także bogatkę orientalną (Parus cinereus) i wszystkie jej podgatunki; w tym ujęciu systematycznym bogatka liczy łącznie aż 43 podgatunki.

## Biotop
Zamieszkuje różnorodne lasy, zadrzewienia polne, często spotykana w sąsiedztwie człowieka – w parkach, ogrodach, zieleni miejskiej, wiejskiej i sadach, małych grupach krzewów, w miastach wewnątrz osiedli mieszkaniowych. Występuje także na terenach, gdzie jest wiele zagajników, zawsze przebywa na drzewach. Najliczniej gnieździ się jednak w starych, widnych lasach liściastych i mieszanych. W gęstych lasach, w tym iglastych preferuje polany leśne.
Toleruje obecność człowieka, a zimą wręcz do jego zabudowań się zbliża – spotkać ją można wtedy w karmnikach jedzącą nasiona różnych roślin oleistych. Zasiedlić może nawet obszary bezdrzewne, ale musi mieć miejsce do gnieżdżenia się, np. budkę lęgową. Stałe dokarmianie sprawia, że głównie z tego powodu zamieszkuje ogrody. To najmniej związana ze zwartymi kompleksami leśnymi, a najbardziej związana z ludźmi europejska sikora. Zasięg występowania sikory bogatki jest dużo większy niż innych sikor.

## Głos
U bogatki zarejestrowanych zostało ponad 200 rodzajów głosów. Śpiew samca zwraca na siebie uwagę prostotą, dużym repertuarem głosów i donośnym brzmieniem – to „cicibej cicibej” lub „si si trn”, powtarzane wielokrotnie dwu- i trzysylabowe motywy. Czasem mogą brzmieć podobnie do zięb – „pink” lub warczeć „czerrr”. Melodie wykonywane przez samce rozlegają się już w czasie przedwiośnia. Śpiew tego ptaka słyszy się najczęściej wiosną, ale także w czasie słonecznych jesiennych i zimowych dni. Bogatka potrafi naśladować głosy kontaktowe innych gatunków np. dzwońca, sikory ubogiej czy pierwiosnka.

## Okres lęgowy

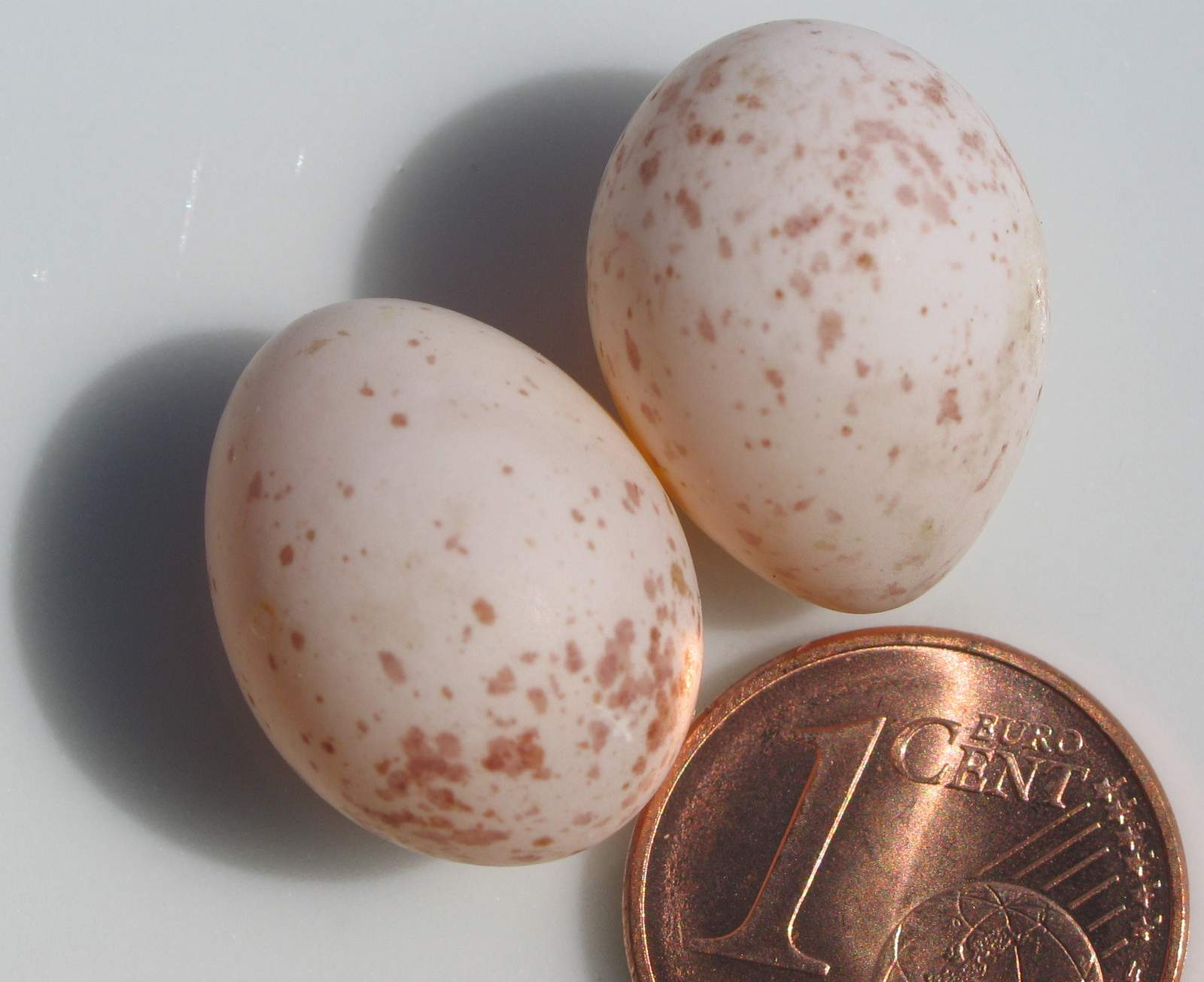
Jaja bogatki

Sezon lęgowy trwa od końca kwietnia do początku lipca. Tworzone pary są monogamiczne. Łączenie się w pary ma miejsce w marcu. W lasach liściastych zagęszczenie par wynosi ok. jednej pary na 1 hektar, w borach iglastych około jednej pary na 2–5 ha. W porównaniu do lat 70. XX wieku bogatki wyprowadzają lęgi wcześniej, gdyż wcześniej rośnie temperatura wiosną, co prowadzi do rozwoju roślin i organizmów służących za pożywienie dla młodych.

### Gniazdo
W dziuplach, budkach lęgowych, opuszczonych gniazdach oraz innych, antropogenicznych miejscach – wywietrznikach, żywopłotach, nawet w pozostawionym czajniku lub skrzynce na listy. Czynnikiem, który silnie ogranicza lokalną liczebność sikory jest brak odpowiednich miejsc do gnieżdżenia się. Jeśli niektóre pary nie mogą znaleźć odpowiedniego drzewa na założenie gniazda na cały sezon są wyłączone z procesu reprodukcyjnego. Ptaki jednak próbują szukać różnych lokalizacji i zasiedlają ziemne nory, żelazne lub kamionkowe rury, w których potem wychowują swe potomstwo. Istotna jest jednak wielkość otworu wlotowego. Zbyt szerokie nie zabezpiecza odpowiednio gniazda i nie nadaje się do złożenia jaj, które byłyby łatwym łupem. Konstrukcja lęgowa składa się z mchu i traw, natomiast wyścielana jest włosiem, puchem, piórami i innymi materiałami.

### Jaja
Wyprowadza dwa lęgi w roku, jaja składane są od końca kwietnia do początku lipca w liczbie od 6 do 11, wyjątkowo 18. Tak duża liczba jaj ma zrekompensować straty spowodowane zimowaniem na terenie lęgowym. Jaja są koloru białego, pokrywają je rdzawe plamki. Ich średnie wymiary (n=124) wynoszą 17,2 × 13,4 mm.

### Wysiadywanie i odchów młodych
Jaja wysiadywane są przez okres 12-15 dni przez samicę. W szczytowym okresie sezonu rodzice mogą odbyć ponad 1000 lotów do gniazda w trakcie 16-godzinnego dnia. Podloty opuszczają gniazdo po około 16–22 dniach. Przez 3 tygodnie przebywania potomstwa w gnieździe samiec pomaga partnerce w jego dokarmianiu. Rodzina przebywa ze sobą jeszcze przez 1-2 kolejne tygodnie.

## Pożywienie

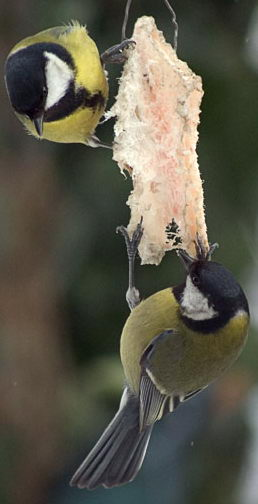
Sikora bogatka, choć chętnie odwiedza karmniki, musi uzupełniać dietę w pokarm pochodzenia zwierzęcego

Pożywienie bogatki stanowią owady (od jaja, larwy po poczwarki i postaci dorosłe), pająki i inne bezkręgowce, zimą także pokarm roślinny – nasiona, owoce, często jest także dokarmiana przez ludzi, np. słoniną i nasionami słonecznika. Sporadycznie zjada również orzechy włoskie, rzadko wystawianie w karmnikach. Poszukuje też jajeczek i larw owadów ukrytych w szczelinach gałęzi. Potrafi zjeść w ciągu minuty 24 owady lub ich jaja i odwiedzić w ciągu doby około tysiąc drzew. Może też sięgać po padlinę większych zwierząt. Najchętniej jednak zjada owady.
W każdym środowisku, w którym występuje, zachowuje się jak ptak leśny, co oznacza, że przesiaduje najczęściej na drzewach, gdzie łapie owady. W razie potrzeby jednak żeruje także na poziomie gruntu. Zimą w karmnikach jest jednym z najczęstszych gości, nie dlatego, że nie jest w stanie znaleźć innego pokarmu, lecz dlatego, że ten podany przez człowieka nie wymaga trudu przy jego zdobywaniu. Pożywienie pozostawiane w karmnikach – słonina i nasiona – nie wystarcza ptakowi do pełnego zaspokojenia potrzeb żywieniowych, dlatego dokarmianie nie zawsze dobrze służy bogatce. By dotrwać do kolejnej wiosny wymaga ona zimą również pokarmu zwierzęcego, który zdobywa i tak bez pomocy człowieka.
Największą ilość owadów sikory zjadają w okresie wykarmiania piskląt. Są okresy, kiedy zjada w ciągu dnia tyle, ile sama waży, czyli około 20 g przekładających się na 130 do 200 owadów w zależności od ich masy. W ten sposób jedna rodzina w ciągu lata zjada ok. 75 kg, co przekłada się na 3 miliony owadów. Silny dziób pozwala na chwytanie gąsienic, rozłupywanie złóż owadzich jaj, odrywanie kawałków kory, a jesienią i zimą na rozłupywanie nasion.
Przy niedoborze pokarmu bogatki potrafią upolować i zjeść drobne kręgowce, takie jak małe nietoperze i inne ptaki śpiewające, np. czeczotki. Potwierdzono pojedyncze przypadki (w tym również w Polsce) zjadania martwych nietoperzy oraz systematyczne polowania tych sikor na hibernujące karliki malutkie. W lecie obserwowano bogatki, które zabijały inne ptaki śpiewające w rywalizacji o miejsca lęgowe, a zimą dla pożywienia. Te obserwacje wskazują na tendencję występującą u ptaków niemigrujących, takich jak bogatki, polegającą na innowacyjnych zachowaniach żywieniowych w zimie niż w innych porach roku.

## Status, zagrożenia i ochrona
IUCN uznaje bogatkę za gatunek najmniejszej troski (LC, Least Concern). Według szacunków organizacji BirdLife International, w 2015 roku liczebność europejskiej populacji (wraz z Turcją) zawierała się w przedziale 130–211 milionów dorosłych osobników. Globalny trend liczebności populacji uznawany jest za wzrostowy.
Na terenie Polski bogatka jest objęta ścisłą ochroną gatunkową. Na Czerwonej liście ptaków Polski została sklasyfikowana jako gatunek najmniejszej troski (LC).
Liczebności sikory bogatki sprzyja wywieszanie nisko (na wysokości ok. 1,30–1,50 m) budek lęgowych na danym terenie, jak i ochrona starych drzew dziuplastych. Zagrażają im naturalne drapieżniki, a wiele z nich poluje na sikory. Populacje może zmniejszyć też zimą głód i mróz.

## Bogatka w kulturze

### Literatura
W 1960 roku Wydawnictwo „Nasza Księgarnia” opublikowało po raz pierwszy książkę Bogatki z jabłoniowej dziupli Cecylii Lewandowskiej z ilustracjami Janusza Grabiańskiego. Książka przyrodnicza dla dzieci była pięć razy wznawiana (19875) oraz tłumaczona, m.in. na rosyjski (1961), niemiecki (1965), niderlandzki (1967) i węgierski (1972).

### Filatelistyka
Poczta Polska wyemitowała pierwszy znaczek pocztowy przedstawiający bogatkę 17 listopada 1966 r. w serii Ptaki leśne. Znaczek, z największym nominałem w serii, wynoszącym 7,10 zł, wydrukowano w liczbie 1 058 020 sztuk, techniką rotograwiury, na papierze kredowanym. Autorem projektu znaczka był Jerzy Desselberger. Znaczek pozostawał w obiegu do 31 grudnia 1994 roku.
Kolejny znaczek z bogatką zwyczajną wyemitowano w Polsce 27 kwietnia 2022. Znaczek o nominale 3,60 zł ukazał się w serii Ptaki polskich parków. Wydrukowano 120 000 sztuk, techniką offsetową, na papierze fluorescencyjnym. Autorem projektu znaczka był Paweł Myszka.